# François Garnier
François Charles Garnier (ur. 7 kwietnia 1944 w Beaune, zm. 15 sierpnia 2018 w Cambrai) – francuski duchowny katolicki, arcybiskup Cambrai od 2000 do śmierci w 2018 roku.

## Życiorys
Studiował filozofię i teologię w seminariach w Dijon oraz w Besançon. W latach 1965–1967 uczył się w Aleppo, zaś w latach 1970–1972 odbył studia w Instytucie Katolickim w Paryżu, gdzie uzyskał tytuł licencjacki.
Święcenia kapłańskie otrzymał 28 czerwca 1970 i został inkardynowany do diecezji Dijon. Był m.in. proboszczem rodzinnej parafii w Beaune (1972-1977), wikariuszem biskupim ds. duszpasterskich, formacji stałej duchowieństwa oraz posługi sakramentalnej i liturgicznej (1977–1985), a także wikariuszem generalnym diecezji (1985–1988).

### Episkopat
31 sierpnia 1990 został mianowany biskupem koadiutorem diecezji Luçon. Sakry biskupiej udzielił mu 21 października 1990 kardynał Albert Decourtray. Rządy w diecezji objął 25 marca 1991 po przejściu na emeryturę poprzednika.
7 grudnia 2000 papież Jan Paweł II mianował go arcybiskupem Cambrai.